# Association Fonds Mémoire d'Auschwitz
L’Association Fonds Mémoire d'Auschwitz (AFMA) est une association loi de 1901 ayant pour objectif de promouvoir toute activité de mémoire et de transmission, de recherche et d'étude, ainsi que des actions pédagogiques et des manifestations culturelles et cérémoniales relatives à la persécution et à la déportation dans les camps de concentration nazis, et plus particulièrement celui d'Auschwitz, étant donné son caractère symbolique. Son siège social est basé à Paris.

## Histoire
L'AFMA fut fondée en juin 1987, sous le nom d'Association pour la Fondation Mémoire d’Auschwitz, par Henri Moraud, qui fut son premier Secrétaire Général, aux côtés de Georges Wellers, son premier Président, d'abord dans le but de recueillir les fonds nécessaires à la création d'une fondation. Elle acquit sa dénomination actuelle en 2003, en se donnant pour objet de tout faire pour que le camp d’Auschwitz-Birkenau et ses 39 camps annexes soient et restent à jamais le symbole d’un crime sans précédent contre l’humanité.
Depuis sa création en 1987, l'AFMA a multiplié les initiatives et les actions, ce qui lui a conféré la reconnaissance des déportés rescapés des camps de la mort et des familles des disparus. De même, elle est reconnue à tous les niveaux de la société française, tant sur les plans local et départemental que régional et national.
Pendant que les militants de l'AFMA travaillaient ardemment à la réalisation de son objectif initial, à savoir la levée de fonds pour la création d'une fondation, d'autres initiatives ont abouti à la création en 1990 de la Fondation Mémoire de la Déportation et, en 2000, à la création de la Fondation Mémoire de la Shoah. Ces deux institutions réalisant une partie de ses objectifs, l'AFMA, consciente qu'une troisième fondation serait superflue, a toutefois estimé 
que l'association devait garder toute sa place dans les combats de la mémoire et de la transmission, en poursuivant les actions et les travaux qui lui sont propres, et en réalisant ses objectifs spécifiques, fixés par son créateur, Henri Moraud, et par Georges Wellers, son premier Président, ces objectifs ne figurant dans aucune des deux fondations sus-citées. À savoir : assurer la pérennité de la spécificité du symbole Auschwitz par des activités de mémoire adossées à des actions de terrain.
Concrètement, l'AFMA organise, entre autres choses, des activités autour du site de l'ancien camp d'internement de Drancy, dans l'enceinte duquel elle propose une exposition permanente, faite de textes, photographies, documents et témoignages, ainsi que des visites du site et du « wagon témoin ». Elle organise en outre des voyages pédagogiques à Auschwitz-Birkenau. Elle conçoit et réalise aussi des expositions sur le thème de la mémoire de la Shoah, produites notamment dans les mairies et en milieu scolaire.
Par ailleurs, le site Internet de l'AFMA met à la disposition des enseignants une base de documentation importante en vue de les aider, ainsi que leurs élèves, dans leurs recherches et dans l'approfondissement des connaissances sur la Seconde Guerre mondiale. Sont ainsi disponibles des bases de données de textes, d'images et de sons, des vidéogrammes spécifiques (témoins et témoignages), un « pool » interactif (test de connaissances, questions/réponses) et des informations permanentes sur l'actualité propre à l'objet du site.